# Кон Рит
Кон Рит е митологично морско същество живеещо край бреговете на Алжир, Гърция, Близкия изток, Саудитска Арабия, Индия и Югоизточна Азия. Тези създания представляват морски змии с многобройни перки от двете страни на тялото си. Кон Рит достигат до 45 м. дължина.

## Наблюдения
- Кон Рит са наблюдавани още от античността, като в книгата си „Природата на животните“ гръцкия военен хронист Аелиан съобщава за тях и пише, че често били виждани край брега от рибари и моряци.

- През V век римските кораби често се натъквали на такива създания в открито море и край африканския бряг.

- През 1883 мъртъв екземпляр на брониран дракон е забелязан на плаж във Виетнам. Тялото било от няколко сегмента (около 27), като към всеки сегмент от двете му страни бил закрепен плавник.

- През 1899 корабът „HMS Narcissus“ плавал в Средиземно море и край бреговете на Алжир моряците на борда забелязали кафяво морско създание с много перки да плува във водата. То било 30 – 37 м. дълго и било наблюдавано в продължение на 30 минути след което изчезнало.

## Идентичност
Възможно е да е Базилозвър или „Arthropleura“, която обаче би трябвало да е изчезнала в края на перм. Според зоолога Майкъл А. Уудли това може да е гигантски представител на многоножките.